# Canada (Citoyenneté et Immigration) c. Khosa
Canada (Citoyenneté et Immigration) c. Khosa est un arrêt de principe de la Cour suprême du Canada  rendu en 2009 dans le domaine du droit administratif canadien. 

## Les faits
Khosa est un citoyen indien qui a immigré au Canada avec sa famille en 1996 à l'âge de 14 ans. Il a été reconnu coupable en 2002 de négligence criminelle causant la mort et condamné à un emprisonnement avec sursis de deux ans moins un jour. Une mesure de renvoi a été émise pour qu'il retourne en Inde.

## Historique judiciaire

### Section d'appel de l'immigration
Khosa a interjeté appel de l'ordonnance auprès de la Section d'appel de l'immigration (SAI) de la Commission de l'immigration et du statut de réfugié du Canada. Les décideurs majoritaires au sein de la SAI ont refusé à Khosa de prendre des « mesures spéciales » pour des raisons humanitaires. 

### Cour fédérale
En contrôle judiciaire, la Cour fédérale a examiné la décision de la SAI et l'a jugée raisonnable.

### Cour d'appel fédérale
Cette décision a ensuite été portée en appel devant la Cour d'appel fédérale, qui a alors conclu que la décision n'était pas raisonnable lorsqu'elle a refusé la réparation et elle a par conséquent annulé la décision.

## Jugement de la Cour suprême
Le pourvoi du ministre de la Citoyenneté et de l’Immigration est accueilli. 

## Motifs du jugement
Le juge Binnie a rédigé la décision au nom des juges majoritaires, laquelle a conclu que l'art. 18.1 de la Loi sur les Cours fédérales énonce les motifs préliminaires qui permettent mais n'exigent pas que le tribunal accorde un redressement lors de la conduite d'un contrôle judiciaire. 
Le juge Binnie a conclu que « La question de savoir si la cour devrait exercer son pouvoir discrétionnaire d’accorder réparation dépendra de son appréciation des rôles respectifs des cours de justice et des organismes administratifs ainsi que des « circonstances de chaque cas ».
En appliquant la norme du caractère raisonnable de l'arrêt Dunsmuir c. Nouveau-Brunswick, le juge Binnie a conclu que les tribunaux devraient faire preuve de déférence envers les décisions de la SAI et ne devraient pas substituer leurs propres conclusions. En conséquence, il a conclu que la décision de la SAI était raisonnable et a rétabli son ordonnance.

## Jugement dissident
Le juge Fish était dissident, convenant avec la Cour d'appel que la décision était déraisonnable en raison de l'accent mis par la SAI sur le fait spécifique que Khosa a nié avoir participé à des courses de rue et il aurait accordé une nouvelle audience devant la SAI , concluant : « Je reconnais que les décisions de la SAI commandent la déférence. Toutefois, je crois que la déférence s’arrête là où commence la déraisonnabilité ».